# Liste der denkmalgeschützten Objekte in Tulln an der Donau
Die Liste der denkmalgeschützten Objekte in Tulln an der Donau enthält die 75 denkmalgeschützten, unbeweglichen Objekte der niederösterreichischen Stadt Tulln an der Donau.

## Denkmäler
| Foto |                 | Denkmal | Standort                                                              | Beschreibung | Metadaten |
| ---- | --------------- | --- | --------------------------------------------------------------------- | --- | --- |
| ja   | Datei hochladen | Bildstock HERIS-ID: 110235 Objekt-ID: 127915                                                                      | vor Lindenstraße 5 Standort KG: Frauenhofen                           | Die aus Beton rekonstruierten Bildstöcke an der Frauenhofner Straße wurden von der Stadtgemeinde Tulln im frühen 21. Jahrhundert als Ersatz für die ehemaligen barocken, aus Ziegeln gemauerten Bildstöcke angefertigt. Der 2009 geschaffene Bildstock auf dem Dorfplatz ist die siebente und letzte Station. Es handelt sich um einen quaderförmigen Pfeiler, auf dem ein Tabernakel mit vorgesetzten Säulchen ruht. Dieses wird von einem abgerundeten Dreiecksgiebel mit eisernem Doppelkreuz bekrönt. Das von Sokol Agolli gemalte Bild im Tabernakel zeigt den letzten der sieben Schmerzen Mariens, die Grablegung Christi. Das Kreuz an der Spitze des Bildstocks wurde von Kunstschmied Hannes Geiger originalgetreu aus Schmiedeeisen angefertigt. | BDA-Hist.: Q37817759 Status: § 2a Stand der BDA-Liste: 2025-06-30 Name: Bildstock GstNr.: 36 Wayside shrine Frauenhofen Lindenstrasse 5                                                                                            |
| ja   | Datei hochladen | Wohnhaus, ehem. Volksschule HERIS-ID: 25168 Objekt-ID: 21584                                                      | Lindenstraße 24 Standort KG: Frauenhofen                              | | BDA-Hist.: Q37890844 Status: Bescheid Stand der BDA-Liste: 2025-06-30 Name: Wohnhaus, ehem. Volksschule GstNr.: 63 |
| ja   | Datei hochladen | Kath. Filialkirche Mariae Heimsuchung HERIS-ID: 25167 Objekt-ID: 21583                                            | bei Lindenstraße 24 Standort KG: Frauenhofen                          | Der Hochaltar der Filialkirche Mariae Heimsuchung stammt aus der Zeit um 1710 und beherbergt eine hölzerne Statue aus der Zeit um 1300, die Frauenhofner Madonna. Die Orgel wurde 1650 gebaut. | BDA-Hist.: Q37890825 Status: § 2a Stand der BDA-Liste: 2025-06-30 Name: Kath. Filialkirche Mariae Heimsuchung GstNr.: 62 |
| ja   | Datei hochladen | Ursprungskapelle HERIS-ID: 25169 Objekt-ID: 21585                                                                 | Lindenstraße 24, neben Standort KG: Frauenhofen                       | Die Ursprungskapelle zwischen Kirche und alter Volksschule ist ein kleiner Rechteckbau aus der ersten Hälfte des 18. Jahrhunderts mit Dreiecksgiebel. Die durch ein schmiedeeisernes Gitter abgeschlossene Vorhalle ist nach Norden und Osten geöffnet und wird in der nordöstlichen Ecke von einem gemauerten Pfeiler getragen. Vorhalle und Kapelle weisen reichen Stuckdekor auf. Die Kapelle ist von der Vorhalle durch eine Holztür abgetrennt. Darin befindet sich ein einfacher gemauerter Altar mit einem Mariahilfbild und dem Wappen der Kartause Mauerbach. Laut einer Tafel über dem Altar wurde die ursprünglich hier aufgestellte Marienstatue in die benachbarten Kirche verbracht.                                                          | BDA-Hist.: Q37890868 Status: § 2a Stand der BDA-Liste: 2025-06-30 Name: Ursprungskapelle GstNr.: 62 Ursprungskapelle Frauenhofen                                                                                                   |
| ja   | Datei hochladen | Kath. Pfarrkirche hl. Helena HERIS-ID: 23327 Objekt-ID: 19679                                                     | Kirchengasse 45 Standort KG: Langenlebarn-Oberaigen                   | Die Pfarrkirche wurde in den 1770er Jahren unter der Leitung des Baumeisters Wolf Saggerer aus Wien als Ersatz für den bei einem Hochwasser zerstörten Vorgängerbau in erhöhter Lage neu errichtet. Ihr schlanker Turm wird von einem Zwiebelhelm mit Laterne bekrönt. Die Kirche verfügt über einen barocken Hochaltar mit einem Gemälde der Krönung Mariens und einem Oberbild der hl. Helena, unter deren Patrozinium sie steht. An der Außenwand befindet sich ein Ölbergrelief aus der Zeit um 1500, das aus Sandstein gefertigt wurde. | BDA-Hist.: Q37875693 Status: § 2a Stand der BDA-Liste: 2025-06-30 Name: Kath. Pfarrkirche hl. Helena GstNr.: .78 Pfarrkirche Langenlebarn                                                                                          |
| ja   | Datei hochladen | Figur hl. Johannes Nepomuk HERIS-ID: 23329 Objekt-ID: 19681                                                       | vor Tullner Straße 123 Standort KG: Langenlebarn-Oberaigen            | Die Nepomukstatue an der westlichen Ortseinfahrt nach Langenlebarn wird auf das 18. Jahrhundert datiert. Die Figur wurde einst bei einem Hochwasser angeschwemmt und vom damaligen Besitzer des Hauses 123 auf einem Fundament aus Natursteinen aufgestellt. In der einfachen Kartusche am Sockel ist die Inschrift „HEILIGER JOANII VON NEPOMUCK“ zu lesen. | BDA-Hist.: Q37875731 Status: § 2a Stand der BDA-Liste: 2025-06-30 Name: Figur hl. Johannes Nepomuk GstNr.: 1424/3 Johannes Nepomuk figure in Langenlebarn                                                                          |
| ja   | Datei hochladen | Ereignisdenkmal Habsburg-Obelisk HERIS-ID: 59596 Objekt-ID: 71020                                                 | gegenüber Bahnstraße 54 Standort KG: Langenlebarn-Unteraigen          | Der Habsburg-Obelisk wurde laut einer am Sockel angebrachten Gedenktafel im Jahre 1892 zur Erinnerung an das 600-jährige Regierungsjubiläum des Hauses Habsburg unter Bürgermeister Leopold Pichler errichtet. | BDA-Hist.: Q38087901 Status: § 2a Stand der BDA-Liste: 2025-06-30 Name: Ereignisdenkmal Habsburg-Obelisk GstNr.: 156/2 |
| ja   | Datei hochladen | Dreifaltigkeits-/Donaukapelle HERIS-ID: 23328 Objekt-ID: 19680                                                    | Donaulände 110 Standort KG: Langenlebarn-Unteraigen                   | Die Dreifaltigkeitskapelle ist ein schlichter barocker Bau, der 1799 anstelle eines von der Donau weggerissenen Vorgängers errichtet wurde. | BDA-Hist.: Q37875718 Status: Bescheid Stand der BDA-Liste: 2025-06-30 Name: Dreifaltigkeits-/Donaukapelle GstNr.: .2/2 Chapel in Langenlebarn                                                                                      |
| ja   | Datei hochladen | Figur hl. Johannes Nepomuk HERIS-ID: 13816 Objekt-ID: 10027                                                       | gegenüber Fischerzeile 1 Standort KG: Neuaigen                        | Die in der ersten Hälfte des 18. Jahrhunderts errichtete, nach Nordwesten ausgerichtete Sandsteinstatue des hl. Johannes Nepomuk gegenüber Fischerzeile 1 steht auf einem gedrungenen Sockel mit Wappen an der Vorderseite und einer teilweise unleserlichen Inschrift in lateinischer Sprache auf der Rückseite. | BDA-Hist.: Q37714517 Status: § 2a Stand der BDA-Liste: 2025-06-30 Name: Figur hl. Johannes Nepomuk GstNr.: 294 Statue John of Nepomuk, Neuaigen                                                                                    |
| ja   | Datei hochladen | röm.kath. Pfarrkirche Mariae Himmelfahrt HERIS-ID: 13818 Objekt-ID: 10029                                         | Hauptstraße 18 Standort KG: Neuaigen                                  | Die Pfarrkirche ist ein gotischer Bau aus der 1. Hälfte des 14. Jahrhunderts, wobei das Langhaus sowie der Rechteckchor zur Barockzeit (1738/40) umgebaut und dem vorgestellten, quadratischen Turm ein Glockengeschoß aufgesetzt wurde. | BDA-Hist.: Q37714581 Status: § 2a Stand der BDA-Liste: 2025-06-30 Name: röm.kath. Pfarrkirche Mariae Himmelfahrt GstNr.: 139 Pfarrkirche Neuaigen                                                                                  |
| ja   | Datei hochladen | Schloss Neuaigen HERIS-ID: 34645 Objekt-ID: 32982                                                                 | Kremser Straße 8 Standort KG: Neuaigen                                | Der Vorläuferbau des breit gelagerten Schlosses wurde um 1494 errichtet. Anfang des 17. Jahrhunderts wurde es im Stil der Spätrenaissance umgebaut und im 18. Jahrhundert barockisiert. | BDA-Hist.: Q110901365 Status: Bescheid Stand der BDA-Liste: 2025-06-30 Name: Schloss Neuaigen GstNr.: 253, 254, 255 Neuaigen castle                                                                                                |
| ja   | Datei hochladen | Figur hl. Karl Borromäus HERIS-ID: 13817 Objekt-ID: 10028                                                         | Sportplatzstraße 1 Standort KG: Neuaigen                              | Die Sandsteinstatue des Heiligen Karl Borromäus wurde in der ersten Hälfte des 18. Jahrhunderts errichtet. Sie steht auf einem Sandsteinsockel mit Inschrift und Wappen. | BDA-Hist.: Q37714567 Status: § 2a Stand der BDA-Liste: 2025-06-30 Name: Figur hl. Karl Borromäus GstNr.: 505/1 Karl Borromaeus figure (Neuaigen)                                                                                   |
| ja   | Datei hochladen | Friedhofskapelle HERIS-ID: 13815 Objekt-ID: 10026                                                                 | bei Hauptstraße 54 Standort KG: Neuaigen                              | Die Kapelle am Friedhof von Neuaigen ist ein neugotischer Backsteinbau aus der zweiten Hälfte des 19. Jahrhunderts. Sie ist an der Nord- und Südseite durch je drei Spitzbogenfenster geöffnet. Über dem Eingang ist das Wappen der Familie Windisch-Graetz zu sehen. Der neugotische Altar im Inneren ist mit einer Darstellung der Himmelfahrt Mariens ausgestattet. | BDA-Hist.: Q37714430 Status: § 2a Stand der BDA-Liste: 2025-06-30 Name: Friedhofskapelle GstNr.: 646 Cemetery chapel in Neuaigen                                                                                                   |
| ja   | Datei hochladen | Ortskapelle HERIS-ID: 25174 Objekt-ID: 21590                                                                      | Am Anger Standort KG: Nitzing                                         | Anfang des 19. Jahrhunderts auf dem Anger errichtet, 1978 restauriert. Rechteckiger flach gedeckter Saal, insgesamts strenge klassizistische Bauakzentuierung. | BDA-Hist.: Q37890933 Status: § 2a Stand der BDA-Liste: 2025-06-30 Name: Ortskapelle GstNr.: 139 |
| ja   | Datei hochladen | Einzelfund (Römische Kaiserzeit), Sog. Erdäpfelsack HERIS-ID: 25171 Objekt-ID: 21587                              | An der L120 Standort KG: Nitzing                                      | Südlich der Straße von Tulln nach Königstetten steht in leichter Schräglage ein stark verwitterter, zylindrischer, oben abgerundeter römischer Meilenstein, der während der Regierungszeit von Kaiser Macrinus um 216/217 aufgestellt wurde. Er befindet sich noch an der ursprünglichen Stelle und markiert die römische Hauptverbindungsstraße von Aelium Cetium, dem heutigen St. Pölten, nach Vindobona (Wien). | BDA-Hist.: Q37890889 Status: § 2a Stand der BDA-Liste: 2025-06-30 Name: Einzelfund (Römische Kaiserzeit), Sog. Erdäpfelsack GstNr.: 224/4 Roman milestone in Nitzing                                                               |
| ja   | Datei hochladen | Ortskapelle hl. Eustachius HERIS-ID: 25163 Objekt-ID: 21579                                                       | Bachgasse 2a Standort KG: Staasdorf                                   | Schlichter Saalbau mit Fassadenturm auf dem Dorfanger, 1739 geweiht. | BDA-Hist.: Q37890804 Status: § 2a Stand der BDA-Liste: 2025-06-30 Name: Ortskapelle hl. Eustachius GstNr.: 18 Chapel in Staasdorf                                                                                                  |
| ja   | Datei hochladen | Figur hl. Johannes Nepomuk HERIS-ID: 23333 Objekt-ID: 19685                                                       | vor Stockerauer Straße 1 Standort KG: Trübensee                       | Eine Barocknachbildung, die um 1800 entstand. | BDA-Hist.: Q37875745 Status: § 2a Stand der BDA-Liste: 2025-06-30 Name: Figur hl. Johannes Nepomuk GstNr.: 121 |
| ja   | Datei hochladen | Bezirksgericht HERIS-ID: 13822 Objekt-ID: 10035                                                                   | Albrechtsgasse 10 Standort KG: Tulln                                  | Der dreigeschoßige Bau mit späthistoristischer Putzfassade stammt aus dem Jahr 1898. | BDA-Hist.: Q37714719 Status: § 2a Stand der BDA-Liste: 2025-06-30 Name: Bezirksgericht GstNr.: 42 |
| ja   | Datei hochladen | Entzenbergerhaus, Gasthof Pfannhauser HERIS-ID: 13824 Objekt-ID: 10037                                            | Albrechtsgasse 18 Standort KG: Tulln                                  | Das zweigeschoßige Bürgerhaus weist ein Korbbogenportal aus der 1. Hälfte des 16. Jahrhunderts auf. Die Fassade wurde später verändert. | BDA-Hist.: Q37714734 Status: Bescheid Stand der BDA-Liste: 2025-06-30 Name: Entzenbergerhaus, Gasthof Pfannhauser GstNr.: 30 Entzenbergerhaus (Tulln)                                                                              |
| ja   | Datei hochladen | Römisches Alenlager Comagenis HERIS-ID: 28425 Objekt-ID: 25011                                                    | Altstadt Standort KG: Tulln                                           | Comagena ist ein römisches Reiterkastell am norischen Limes, zwischen den Mündungen der Großen und Kleinen Tulln. Die erhaltene Fläche der einstigen Anlage verteilt sich auf das Areal des heutigen Marc-Aurel-Parks und des ehemaligen Landeskrankenhauses. Der nördliche Teil des Lagers wurde im Laufe der Zeit durch die Donau komplett abgetragen. | BDA-Hist.: Q1600380 Status: Bescheid Stand der BDA-Liste: 2025-06-30 Name: Römisches Alenlager Comagenis GstNr.: 1, 2/2, 2/1, 12/1, 58, 139, 142/1, 144/1, 144/3, 144/4, 144/5, 145, 146, 148/1, 559, 612/1, 612/2, 144/7 Comagena |
| ja   | Datei hochladen | Aufnahmsgebäude Tulln HERIS-ID: 25514 Objekt-ID: 21943                                                            | Bahnhofstraße 67-71 Standort KG: Tulln                                | Das lang gestreckte zweigeschoßige Aufnahmsgebäude des Bahnhofs Tulln entstand ursprünglich 1870 und wurde später wesentlich erweitert. Im Jahr 1890 wurde hier der Maler Egon Schiele geboren. | BDA-Hist.: Q106807309 Status: Bescheid Stand der BDA-Liste: 2025-06-30 Name: Aufnahmsgebäude Tulln GstNr.: 3986/1 Aufnahmsgebäude Bahnhof Tulln                                                                                    |
| ja   | Datei hochladen | Stiegenanlage, Verbindungsgasse HERIS-ID: 13826 Objekt-ID: 10039                                                  | bei Blutgasse 4 Standort KG: Tulln                                    | Das schmale mittelalterliche Gässchen führt von der Wiener Straße zur Kirchengasse und verläuft teilweise in einem überdeckten Verbindungsgang. | BDA-Hist.: Q37714769 Status: § 2a Stand der BDA-Liste: 2025-06-30 Name: Stiegenanlage, Verbindungsgasse GstNr.: 253 Blutgasse, Tulln                                                                                               |
| ja   | Datei hochladen | Figur Egon Schiele HERIS-ID: 63693 Objekt-ID: 76379                                                               | vor Donaulände 28 Standort KG: Tulln                                  | Vor dem Schiele-Museum steht auf einem zweistufigen Podest auf einem hohen Sockel aus rotem Granit eine im Jahr 2000 geschaffene Bronzestatue des in Tulln geborenen Malers Egon Schiele. | BDA-Hist.: Q38104062 Status: § 2a Stand der BDA-Liste: 2025-06-30 Name: Figur Egon Schiele GstNr.: 2758/12 Sculpture of Egon Schiele (Tulln)                                                                                       |
| ja   | Datei hochladen | Reiterstandbild des Marc Aurel HERIS-ID: 63695 Objekt-ID: 76381                                                   | gegenüber Marc-Aurel-Park 3 Standort KG: Tulln                        | Ein Werk von Michail Nogin aus dem Jahr 2001. | BDA-Hist.: Q38104082 Status: § 2a Stand der BDA-Liste: 2025-06-30 Name: Reiterstandbild des Marc Aurel GstNr.: 1209 Equestrian statue of Marcus Aurelius (Tulln an der Donau)                                                      |
| ja   | Datei hochladen | Nordwestliches röm. Gräberfeld von Tulln HERIS-ID: 28420 Objekt-ID: 25004seit 2017                                | Donaulände 2 Standort KG: Tulln                                       | Auf einer etwa 6000 m² große Fläche konnte ein vom Ende des 1. Jahrhunderts bis in das 5. Jahrhundert belegtes Gräberfeld aufgedeckt werden. | BDA-Hist.: Q37919874 Status: Bescheid Stand der BDA-Liste: 2025-06-30 Name: Nordwestliches röm. Gräberfeld von Tulln GstNr.: 2/2, 58, 559, 612/2                                                                                   |
| ja   | Datei hochladen | ehem. Gefängnis, Egon Schiele Museum HERIS-ID: 67333 Objekt-ID: 80284                                             | Donaulände 28 Standort KG: Tulln                                      | Das ehemalige Gefängnis wurde 1898 erbaut. In den 1980er-Jahren wurde es zu einem Museum adaptiert. | BDA-Hist.: Q1298426 Status: § 2a Stand der BDA-Liste: 2025-06-30 Name: ehem. Gefängnis, Egon Schiele Museum GstNr.: 43 Egon-Schiele-Museum, Tulln                                                                                  |
| ja   | Datei hochladen | Salzturm, Römerturm HERIS-ID: 13825 Objekt-ID: 10038                                                              | Donaulände 38 Standort KG: Tulln                                      | Ein vollständig erhaltener, an der Westseite der einstigen Kastellmauer gelegener, Zwischenturm (sog. Hufeisenturm) des spätrömischen Reiterlagers Comagena. Im Mittelalter diente er als Zeughaus und ab dem frühen 19. Jahrhundert als Salzdepot. | BDA-Hist.: Q37714752 Status: § 2a Stand der BDA-Liste: 2025-06-30 Name: Salzturm, Römerturm GstNr.: 121 Roman salt tower (Tulln)                                                                                                   |
| ja   | Datei hochladen | Bildstock HERIS-ID: 25520 Objekt-ID: 21949                                                                        | entlang der Frauenhofner Straße Standort KG: Tulln                    | Anmerkung: Die Zuordnung der 7 Bildstöcke entlang der Frauenhofner Straße zu den insgesamt 4 Einträgen zu geschützten Objekten ist nicht eindeutig möglich und bis auf Klärung mit dem BDA vorläufig. | BDA-Hist.: Q37894550 Status: § 2a Stand der BDA-Liste: 2025-06-30 Name: Bildstock GstNr.: 2291 Bildstock Nr. 1 Frauenhofnerstraße (Tulln)                                                                                          |
| ja   | Datei hochladen | Bildstock HERIS-ID: 25521 Objekt-ID: 21950                                                                        | entlang der Frauenhofner Straße Standort KG: Tulln                    | Anmerkung: Die Zuordnung der 7 Bildstöcke entlang der Frauenhofner Straße zu den insgesamt 4 Einträgen zu geschützten Objekten ist nicht eindeutig möglich und bis auf Klärung mit dem BDA vorläufig. | BDA-Hist.: Q37894574 Status: § 2a Stand der BDA-Liste: 2025-06-30 Name: Bildstock GstNr.: 2291 Bildstock Nr. 2 Frauenhofnerstraße (Tulln)                                                                                          |
| ja   | Datei hochladen | Bildstöcke HERIS-ID: 99279 Objekt-ID: 115383                                                                      | entlang der Frauenhofner Straße Standort siehe Beschreibung KG: Tulln | Sechs große Tabernakelpfeiler aus der ersten Hälfte des 18. Jahrhunderts bilden die „Geheimbuß-Stationen“. In großen, von Balustersäulchen flankierten Rechtecknischen befinden sich gemalte Heiligenbilder von F. Papke aus den 1920er-Jahren, darüber sind Dreiecksgiebel. Die restlichen Bildstöcke entlang der Frauenhofner Straße befinden sich an folgenden Standorten: Bildstock 3, Bildstock 4, Bildstock 5 und Bildstock 6. Anmerkung: Die Zuordnung der 7 Bildstöcke entlang der Frauenhofner Straße zu den insgesamt 4 Einträgen zu geschützten Objekten ist nicht eindeutig möglich und bis auf Klärung mit dem BDA vorläufig. | BDA-Hist.: Q37773895 Status: § 2a Stand der BDA-Liste: 2025-06-30 Name: Bildstöcke GstNr.: 2291; 3678/3; 2315/5; 2297; Bildstöcke Frauenhofen, Tulln an der Donau                                                                  |
| ja   | Datei hochladen | Bürgerhaus HERIS-ID: 13831 Objekt-ID: 10044                                                                       | Hauptplatz 2 Standort KG: Tulln                                       | Das barocke Erscheinungsbild des Bürgerhauses wurde im 18. Jahrhundert geschaffen. Der Baukern mit Halle und Stiege geht auf das 15. Jahrhundert zurück. | BDA-Hist.: Q37714824 Status: Bescheid Stand der BDA-Liste: 2025-06-30 Name: Bürgerhaus GstNr.: 441/1 Apartment building in Tulln Hauptplatz 2                                                                                      |
| ja   | Datei hochladen | Wohn- und Geschäftshaus, ehem. Babenbergerhof HERIS-ID: 13833 Objekt-ID: 10046                                    | Hauptplatz 8 Standort KG: Tulln                                       | Der zweigeschoßige Eckbau wurde in den Jahren 1562–1575 für den Stadtrichter Florian Träppel errichtet. Eine hohe Blendmauer mit Rundzinnenabschluss täuscht ein drittes Geschoß vor. | BDA-Hist.: Q37714852 Status: Bescheid Stand der BDA-Liste: 2025-06-30 Name: Wohn- und Geschäftshaus, ehem. Babenbergerhof GstNr.: 424                                                                                              |
| ja   | Datei hochladen | Wohn- und Geschäftshaus HERIS-ID: 13834 Objekt-ID: 10047                                                          | Hauptplatz 11 Standort KG: Tulln                                      | Das zweigeschoßige Gebäude stammt im Kern aus dem 16. Jahrhundert. | BDA-Hist.: Q37714876 Status: Bescheid Stand der BDA-Liste: 2025-06-30 Name: Wohn- und Geschäftshaus GstNr.: 412 Commercial building Hauptplatz 11 (Tulln)                                                                          |
| ja   | Datei hochladen | Ehem. Kapuzinerkloster, heute Musikschule u. Kindergarten, ehem. Wurstbauernhaus HERIS-ID: 13835 Objekt-ID: 10048 | Hauptplatz 12-14 Standort KG: Tulln                                   | Die zweigeschoßige Gebäudeanlage mit einem hohen Dach steht an der Südwestecke des ehemals befestigten Stadtzentrums. Sie stammt im Kern noch aus dem 17. Jahrhundert, wurde aber nach Zerstörungen immer wieder adaptiert und im Inneren weitgehend modernisiert. Die frühere Klosterkirche wurde bereits im 19. Jahrhundert abgetragen. | BDA-Hist.: Q37714902 Status: Bescheid Stand der BDA-Liste: 2025-06-30 Name: Ehem. Kapuzinerkloster, heute Musikschule u. Kindergarten, ehem. Wurstbauernhaus GstNr.: 399, 400, 401/1, 398/1                                        |
| ja   | Datei hochladen | Bürgerhaus HERIS-ID: 13836 Objekt-ID: 10049                                                                       | Hauptplatz 19-20 Standort KG: Tulln                                   | Der zweigeschoßige Bau mit einer korbbogigen Durchfahrt stammt im Kern aus dem 16. Jahrhundert. | BDA-Hist.: Q37714926 Status: Bescheid Stand der BDA-Liste: 2025-06-30 Name: Bürgerhaus GstNr.: 551 |
| ja   | Datei hochladen | Bürgerhaus, Proschhaus HERIS-ID: 22057 Objekt-ID: 18385                                                           | Hauptplatz 24 – 25 Standort KG: Tulln                                 | Das zweigeschoßige spätgotische Bürgerhaus weist im linken Teil ein Spitzbogenportal aus dem 15. Jahrhundert auf. Die Fassade wurde zu Beginn des 19. Jahrhunderts klassizistisch umgestaltet. | BDA-Hist.: Q37866930 Status: Bescheid Stand der BDA-Liste: 2025-06-30 Name: Bürgerhaus, Proschhaus GstNr.: 530 Proschhaus (Tulln)                                                                                                  |
| ja   | Datei hochladen | Amtsgebäude der Bezirkshauptmannschaft HERIS-ID: 23792 Objekt-ID: 20155                                           | Hauptplatz 33 Standort KG: Tulln                                      | Der mächtige dreigeschoßige späthistoristische Bau wurde nach den Plänen von Ferdinand Nebesky in den Jahren 1891/92 errichtet. | BDA-Hist.: Q37879127 Status: Bescheid Stand der BDA-Liste: 2025-06-30 Name: Amtsgebäude der Bezirkshauptmannschaft GstNr.: 497 Bezirkshauptmannschaft Tulln                                                                        |
| ja   | Datei hochladen | Bürgerhaus HERIS-ID: 4227 Objekt-ID: 65                                                                           | Karlsgasse 17 Standort KG: Tulln                                      | Das zweigeschoßige Bürgerhaus mit Walmdach wurde in der 2. Hälfte des 16. Jahrhunderts errichtet. Die Fassade mit dem Mittelerker stammt aus dem 18. Jahrhundert. | BDA-Hist.: Q38069634 Status: Bescheid Stand der BDA-Liste: 2025-06-30 Name: Bürgerhaus GstNr.: 376 Residential building Karlsgasse 17 (Tulln)                                                                                      |
| ja   | Datei hochladen | Kaiserliches Frauenstift, sog. Widhof HERIS-ID: 25154 Objekt-ID: 21570                                            | Kerschbaumergasse 11 Standort KG: Tulln                               | Der schmale zweigeschoßige Bau war einst Teil des kaiserlichen Frauenstiftes und stammt im Kern aus dem 13. Jahrhundert. | BDA-Hist.: Q37890705 Status: Bescheid Stand der BDA-Liste: 2025-06-30 Name: Kaiserliches Frauenstift, sog. Widhof GstNr.: 140 Widhof (Tulln)                                                                                       |
| ja   | Datei hochladen | Figur hl. Johannes Nepomuk HERIS-ID: 25512 Objekt-ID: 21941                                                       | Wiener Straße 20a Standort KG: Tulln                                  | Eine Statue auf einem Volutenpostament aus dem zweiten Viertel des 18. Jahrhunderts an der Westfassade der Stadtpfarrkirche. | BDA-Hist.: Q37894471 Status: § 2a Stand der BDA-Liste: 2025-06-30 Name: Figur hl. Johannes Nepomuk GstNr.: 238 |
| ja   | Datei hochladen | Figur hl. Karl Borromäus HERIS-ID: 25513 Objekt-ID: 21942                                                         | Wiener Straße 20a Standort KG: Tulln                                  | Eine Statue auf einem Volutenpostament aus dem zweiten Viertel des 18. Jahrhunderts. | BDA-Hist.: Q37894485 Status: § 2a Stand der BDA-Liste: 2025-06-30 Name: Figur hl. Karl Borromäus GstNr.: 238 |
| ja   | Datei hochladen | Karner/Dreikönigskapelle HERIS-ID: 25158 Objekt-ID: 21574                                                         | Kirchengasse 17 Standort KG: Tulln                                    | Der bedeutende spätromanisch-frühgotische Bau steht gleich südöstlich neben der Pfarrkirche auf dem ehemaligen Friedhof. Er wurde zeitweilig als Magazin- und Lagerraum genutzt und mehrfach restauriert. Unter dem Kapellenraum im Inneren befindet sich das Ossarium. | BDA-Hist.: Q37890764 Status: § 2a Stand der BDA-Liste: 2025-06-30 Name: Karner/Dreikönigskapelle GstNr.: 238 Ossuary Tulln/Donau                                                                                                   |
| ja   | Datei hochladen | Grabstein/Grabplatte, Volfgang Molitor HERIS-ID: 25149 Objekt-ID: 21565                                           | Kirchengasse 17 Standort KG: Tulln                                    | | BDA-Hist.: Q37890630 Status: § 2a Stand der BDA-Liste: 2025-06-30 Name: Grabstein/Grabplatte, Volfgang Molitor GstNr.: 238 Graveslabs on the Stephanskirche (Tulln)                                                                |
| ja   | Datei hochladen | Grabstein/Grabplatte von 1524 HERIS-ID: 25148 Objekt-ID: 21564                                                    | Kirchengasse 17 Standort KG: Tulln                                    | Diese Grabplatte stammt aus dem Jahr 1524. | BDA-Hist.: Q37890612 Status: § 2a Stand der BDA-Liste: 2025-06-30 Name: Grabstein/Grabplatte von 1524 GstNr.: 238 Graveslabs on the Stephanskirche (Tulln)                                                                         |
| ja   | Datei hochladen | Grabstein/Grabplatte, Wilhelmb Hann, darüber Sophia Reindlin HERIS-ID: 25143 Objekt-ID: 21559                     | Kirchengasse 17 Standort KG: Tulln                                    | Anmerkung: Das Bild zeigt den Grabstein von Wilhelmb Hann. Das darüber angebrachte Epitaph von Sophia Reindlin ist nicht mehr vorhanden. Verbleib unbekannt. siehe Fehlerliste | BDA-Hist.: Q37890496 Status: § 2a Stand der BDA-Liste: 2025-06-30 Name: Grabstein/Grabplatte, Wilhelmb Hann, darüber Sophia Reindlin GstNr.: 238 Graveslabs on the Stephanskirche (Tulln)                                          |
| ja   | Datei hochladen | Grabplatte, Sebastiano Langenawr HERIS-ID: 25144 Objekt-ID: 21560                                                 | Kirchengasse 17 Standort KG: Tulln                                    | | BDA-Hist.: Q37890536 Status: § 2a Stand der BDA-Liste: 2025-06-30 Name: Grabplatte, Sebastiano Langenawr GstNr.: 238 Graveslabs on the Stephanskirche (Tulln)                                                                      |
| ja   | Datei hochladen | Grabstein/Grabplatte, Familie Verdenberg und Gravenegg HERIS-ID: 25145 Objekt-ID: 21561                           | Kirchengasse 17 Standort KG: Tulln                                    | Die Grabplatte derer von Verdenberg und Gravenegg ist mit 1653 bezeichnet. | BDA-Hist.: Q37890559 Status: § 2a Stand der BDA-Liste: 2025-06-30 Name: Grabstein/Grabplatte, Familie Verdenberg und Gravenegg GstNr.: 238 Graveslabs on the Stephanskirche (Tulln)                                                |
| ja   | Datei hochladen | Grabstein/Grabplatte, Wilhelm Vollbrecht und Michael Gruber HERIS-ID: 25146 Objekt-ID: 21562                      | Kirchengasse 17 Standort KG: Tulln                                    | | BDA-Hist.: Q37890578 Status: § 2a Stand der BDA-Liste: 2025-06-30 Name: Grabstein/Grabplatte, Wilhelm Vollbrecht und Michael Gruber GstNr.: 238 Graveslabs on the Stephanskirche (Tulln)                                           |
| ja   | Datei hochladen | Grabstein/Grabplatte, Martinus Gerstenegker HERIS-ID: 25147 Objekt-ID: 21563                                      | Kirchengasse 17 Standort KG: Tulln                                    | | BDA-Hist.: Q37890596 Status: § 2a Stand der BDA-Liste: 2025-06-30 Name: Grabstein/Grabplatte, Martinus Gerstenegker GstNr.: 238 Graveslabs on the Stephanskirche (Tulln)                                                           |
| ja   | Datei hochladen | Grabdenkmal/Epitaph, Familie Hartmann HERIS-ID: 25150 Objekt-ID: 21566                                            | Kirchengasse 17 Standort KG: Tulln                                    | Das Epitaph der Familie Hartmann wird auf 1742/1744 datiert. | BDA-Hist.: Q37890649 Status: § 2a Stand der BDA-Liste: 2025-06-30 Name: Grabdenkmal/Epitaph, Familie Hartmann GstNr.: 238 Epitaph Tulln (Kirchengasse 17)                                                                          |
| ja   | Datei hochladen | Ehem. Krankenhaus/Römertor, heute Jugendwohnheim HERIS-ID: 28422 Objekt-ID: 25008                                 | Marc-Aurel-Park 1 Standort KG: Tulln                                  | 1280 stiftete König Rudolf I. ein Dominikanerinnenkloster, das bis 1782 Bestand hatte. Das Hauptgebäude fand ab 1882 als Sanatorium Verwendung und wurde um mehrere Pavillons erweitert. Von 1945 bis 1989 beherbergte es das Landeskrankenhaus. Danach fand es Verwendung als Jugendherberge und Museum. | BDA-Hist.: Q37919887 Status: Bescheid Stand der BDA-Liste: 2025-06-30 Name: Ehem. Krankenhaus/Römertor, heute Jugendwohnheim GstNr.: 144/1, 158, 144/7, 146, 144/3, 144/4 Youth hostel Tulln                                       |
| ja   | Datei hochladen | Amtsgebäude, Piaristenkloster, ehem. Minoritenkloster HERIS-ID: 25161 Objekt-ID: 21577                            | Minoritenplatz 1 Standort KG: Tulln                                   | Das ehemalige Minoritenkloster wurde 1713–1756 in drei Phasen erbaut. Das heutige Aussehen wird durch den Umbau des Jahres 1858 zu einer vierseitigen Anlage im Stil des Romantischen Historismus geprägt. | BDA-Hist.: Q37890786 Status: Bescheid Stand der BDA-Liste: 2025-06-30 Name: Amtsgebäude, Piaristenkloster, ehem. Minoritenkloster GstNr.: 6/1                                                                                      |
| ja   | Datei hochladen | Wohn- und Geschäftshaus HERIS-ID: 4233 Objekt-ID: 71                                                              | Minoritenplatz 2 Standort KG: Tulln                                   | Die Längsseite des zweigeschoßigen Gebäudes mit schlichter Fassade bildet den östlichen Abschluss des Minoritenplatzes. | BDA-Hist.: Q38087867 Status: § 2a Stand der BDA-Liste: 2025-06-30 Name: Wohn- und Geschäftshaus GstNr.: 8 |
| ja   | Datei hochladen | Bürgerhaus HERIS-ID: 4234 Objekt-ID: 72                                                                           | Minoritenplatz 3 Standort KG: Tulln                                   | Das zweigeschoßige Bürgerhaus weist ein spitzbogiges Mittelportal aus dem 15. Jahrhundert auf. | BDA-Hist.: Q38090217 Status: Bescheid Stand der BDA-Liste: 2025-06-30 Name: Bürgerhaus GstNr.: 536 Middle-class house Minoritenplatz 3 (Tulln)                                                                                     |
| ja   | Datei hochladen | Minoritenkirche, ehem. Klosterkirche hl. Johannes Nepomuk HERIS-ID: 25156 Objekt-ID: 21572                        | Minoritenplatz 8 Standort KG: Tulln                                   | Die Minoritenkirche in Tulln ist eine spätbarocke Saalkirche. Ihr romanisch/gotischer Vorgängerbau wurde urkundlich 1225 genannt. 1739 erfolgte ein barocker Neubau. 1819 wurde der Kirchturm errichtet und 1889 erhöht. | BDA-Hist.: Q1937498 Status: § 2a Stand der BDA-Liste: 2025-06-30 Name: Minoritenkirche, ehem. Klosterkirche hl. Johannes Nepomuk GstNr.: 5 Minoritenkirche Tulln                                                                   |
| ja   | Datei hochladen | Jüdischer Friedhof HERIS-ID: 99055 Objekt-ID: 115073                                                              | bei Paracelsusstraße 4 Standort KG: Tulln                             | Auf dem kleinen israelitischen Friedhof von Tulln sind nur noch wenige Grabsteine im Original erhalten. Um den Friedhofscharakter zu wahren, wurden symbolische Grabsteine aufgestellt. Zur Erinnerung an das Schicksal der jüdischen Bürger wurde ein Mahnmal geschaffen. | BDA-Hist.: Q37773346 Status: § 2a Stand der BDA-Liste: 2025-06-30 Name: Jüdischer Friedhof GstNr.: 2346 Jewish cemetery Tulln |
| ja   | Datei hochladen | Wohnhaus HERIS-ID: 4241 Objekt-ID: 79                                                                             | Rathausplatz 3 Standort KG: Tulln                                     | Das Wohnhaus stammt aus der 2. Hälfte des 19. Jahrhunderts. | BDA-Hist.: Q38112513 Status: Bescheid Stand der BDA-Liste: 2025-06-30 Name: Wohnhaus GstNr.: 460 Town house Rathausplatz 3 (Tulln)                                                                                                 |
| ja   | Datei hochladen | Sparkassengebäude HERIS-ID: 4239 Objekt-ID: 77                                                                    | Rathausplatz 8 Standort KG: Tulln                                     | In den Jahren 1851–1929 stand an dieser Stelle das Rathaus. Das zweigeschoßige Sparkassengebäude wurde 1929 nach Plänen von Robert Kalesa errichtet. | BDA-Hist.: Q38106500 Status: Bescheid Stand der BDA-Liste: 2025-06-30 Name: Sparkassengebäude GstNr.: 459 |
| ja   | Datei hochladen | Buchinger-Villa samt Vorgarteneinfriedung HERIS-ID: 4240 Objekt-ID: 78                                            | Rudolf-Buchinger-Straße 2 Standort KG: Tulln                          | Die eingeschoßige Buchinger-Villa wurde 1902 im Jugendstil erbaut. | BDA-Hist.: Q38109514 Status: Bescheid Stand der BDA-Liste: 2025-06-30 Name: Buchinger-Villa samt Vorgarteneinfriedung GstNr.: 567, 568 Buchinger-Villa (Tulln)                                                                     |
| ja   | Datei hochladen | Stadtmauer HERIS-ID: 63688 Objekt-ID: 76374                                                                       | Stiegengasse 6 Standort KG: Tulln                                     | Beim Haus Stiegengasse 6 befindet sich ein Rest der 1860 zum größten Teil abgetragenen mittelalterlichen Stadtmauer. | BDA-Hist.: Q38104052 Status: § 2a Stand der BDA-Liste: 2025-06-30 Name: Stadtmauer GstNr.: 117, 144/1, 144/7 City walls of Tulln                                                                                                   |
| ja   | Datei hochladen | Wohnhaus HERIS-ID: 110737 Objekt-ID: 128458                                                                       | Stiegengasse 8 Standort KG: Tulln                                     | | BDA-Hist.: Q37820568 Status: Bescheid Stand der BDA-Liste: 2025-06-30 Name: Wohnhaus GstNr.: 145 |
| ja   | Datei hochladen | Gebäudekomplex Strudelhof HERIS-ID: 4246 Objekt-ID: 84                                                            | Wassergasse 1 Standort KG: Tulln                                      | Das ausgedehnte Areal des Strudelhofs vereint auf einem dreiseitigen Grundriss sehr unterschiedliche Gebäude. Der donauseitige Wohnbau mit zum Teil noch mittelalterlichem Kern ist zwei- bis dreigeschoßig. Der ehemalige Wirtschaftstrakt entlang der Wassergasse ist nur eingeschoßig und stammt aus dem 18. Jahrhundert. | BDA-Hist.: Q38126181 Status: Bescheid Stand der BDA-Liste: 2025-06-30 Name: Gebäudekomplex Strudelhof GstNr.: 49/2, 49/1 Strudelhof (Tulln)                                                                                        |
| ja   | Datei hochladen | Bürgerhaus HERIS-ID: 4247 Objekt-ID: 85                                                                           | Wassergasse 2 Standort KG: Tulln                                      | Das zweigeschoßige Wohnhaus mit L-förmigem Grundriss wurde 1849 errichtet und weist eine spätbiedermeierliche Fassade auf. | BDA-Hist.: Q38128403 Status: Bescheid Stand der BDA-Liste: 2025-06-30 Name: Bürgerhaus GstNr.: 55 Town house Wassergasse 2 (Tulln)                                                                                                 |
| ja   | Datei hochladen | Bürgerhaus HERIS-ID: 4250 Objekt-ID: 88                                                                           | Wiener Straße 13 Standort KG: Tulln                                   | Der zweigeschoßige Bau mit hakenförmigem Grundriss stammt im Kern aus dem 16. und 17. Jahrhundert. Das Erdgeschoß wurde durch den Einbau eines Geschäfts später verändert. | BDA-Hist.: Q38135620 Status: Bescheid Stand der BDA-Liste: 2025-06-30 Name: Bürgerhaus GstNr.: 91 Wiener Straße 13, Tulln |
| ja   | Datei hochladen | Wohnhaus, ehem. Mesnerhaus HERIS-ID: 4251 Objekt-ID: 89                                                           | Wiener Straße 15 Standort KG: Tulln                                   | Der zweigeschoßige Bau mit einem übergiebelten seitlichen Mauertor erhielt sein heutiges Aussehen nach einem Brand im Jahr 1752. | BDA-Hist.: Q38139290 Status: § 2a Stand der BDA-Liste: 2025-06-30 Name: Wohnhaus, ehem. Mesnerhaus GstNr.: 95 Wiener Straße 15, Tulln                                                                                              |
| ja   | Datei hochladen | Wohnhaus, ehem. Rathaus HERIS-ID: 28427 Objekt-ID: 25013                                                          | Wiener Straße 16 Standort KG: Tulln                                   | Das zweigeschoßige Gebäude mit barocker Fassade erfuhr im 20. Jahrhundert starke Veränderungen. | BDA-Hist.: Q37919957 Status: Bescheid Stand der BDA-Liste: 2025-06-30 Name: Wohnhaus, ehem. Rathaus GstNr.: 246 |
| ja   | Datei hochladen | Pfarrhof, Dechanthof HERIS-ID: 25155 Objekt-ID: 21571                                                             | Wiener Straße 20 Standort KG: Tulln                                   | Der zweigeschoßige Bau weist einen U-förmigen Grundriss mit langen Straßenfronten an der Ost- und Nordseite auf. Er enthält einige mittelalterliche Mauern, erfuhr 1775 allerdings einen Umbau mit Neugestaltung. | BDA-Hist.: Q37890723 Status: § 2a Stand der BDA-Liste: 2025-06-30 Name: Pfarrhof, Dechanthof GstNr.: 241 Rectory Tulln |
| ja   | Datei hochladen | Kath. Stadtpfarrkirche hl. Stephanus HERIS-ID: 25157 Objekt-ID: 21573                                             | Wiener Straße 20a Standort KG: Tulln                                  | Die Tullner Stadtpfarrkirche hl. Stephanus ist eine dreischiffige Pfeilerbasilika mit romanischem Baukern und gotischen Erweiterungen, die nach dem Stadtbrand 1752 barock umgestaltet wurde. | BDA-Hist.: Q2083186 Status: § 2a Stand der BDA-Liste: 2025-06-30 Name: Kath. Stadtpfarrkirche hl. Stephanus GstNr.: 238 Pfarrkirche St. Stephan, Tulln                                                                             |
| ja   | Datei hochladen | Wehranlage/befestigte Siedlung der Röm. Kaiserzeit, Fächerturm HERIS-ID: 25152 Objekt-ID: 21568                   | Wiener Straße 23 Standort KG: Tulln                                   | | BDA-Hist.: Q37890669 Status: § 2a Stand der BDA-Liste: 2025-06-30 Name: Wehranlage/befestigte Siedlung der Röm. Kaiserzeit, Fächerturm GstNr.: 155 Porta Principalis Dextra, Tulln                                                 |
| ja   | Datei hochladen | Mariensäule mit Brunnen HERIS-ID: 25516 Objekt-ID: 21945                                                          | Rathausplatz 8, vor Standort KG: Tulln                                | Die im Jahre 1745 aus Zogelsdorfer Sandstein geschaffene Mariensäule in der Mitte des Tullner Rathausplatzes erhebt sich über einem rechteckigen Sockel mit seitlichen Voluten. An den vier Seiten wird die schlanke, hohe Säule mit ihrer von zwei Putten flankierten Wulstbasis durch ein korinthisches Kapitell mit je einem Putto abgeschlossen. An der Vorderseite des Sockels ist eine Inschriftskartusche mit einem Chronogramm zu sehen, das die Jahreszahl 1745 ergibt. Die das Denkmal umgebende Brunnenanlage wurde 1989 erbaut. | BDA-Hist.: Q37894514 Status: § 2a Stand der BDA-Liste: 2025-06-30 Name: Mariensäule mit Brunnen GstNr.: 458 Marian column in Tulln                                                                                                 |
| ja   | Datei hochladen | Pest-/Dreifaltigkeitssäule HERIS-ID: 25517 Objekt-ID: 21946                                                       | Hauptplatz 34 Standort KG: Tulln                                      | In den Jahren 1694 bis 1696 von den Steinmetzmeistern Paul Strickner und Wolfgang Steinböck errichtet. Säule und Dreifaltigkeitsgruppe führte Johann Hiernl aus. | BDA-Hist.: Q37894524 Status: § 2a Stand der BDA-Liste: 2025-06-30 Name: Pest-/Dreifaltigkeitssäule GstNr.: 500 Holy Trinity column, Tulln                                                                                          |
| ja   | Datei hochladen | Kruzifix HERIS-ID: 25519 Objekt-ID: 21948                                                                         | vor Minoritenplatz 6 Standort KG: Tulln                               | Das von einer Sandsteinfassung umgebene Missionskreuz auf dem Minoritenplatz ist eine laut Inschrift vermutlich im Jahr 1754 errichtete Kreuzesgruppe aus Zogelsdorfer Sandstein, die sich, flankiert von zwei Putten, auf einem Sockel mit seitlichen Voluten und einem weiteren, aufgesetzten geschwungenen Sockel erhebt. Das Kreuz mit Corpus, zu dessen Füßen Maria Magdalena kniet, steht sich auf einer kleinen Schädelstätte. | BDA-Hist.: Q37894538 Status: § 2a Stand der BDA-Liste: 2025-06-30 Name: Kruzifix GstNr.: 58 Crucifix in Tulln (Minoritenplatz) |
| ja   | Datei hochladen | Bildstock Gerichtskreuz HERIS-ID: 4256 Objekt-ID: 94                                                              | vor Josef-Reither-Straße 21-23 Standort KG: Tulln                     | Das spätgotische Gerichtskreuz in der Josef-Reither-Straße, wo bis ins späte 18. Jahrhundert Hinrichtungen stattfanden, hat einen aus sechs achteckigen Quadern zusammengesetzten Schaft und ein ausladendes Tabernakel mit steinernem Zeltdach, bekrönt von einem Steinkreuz. Im Inneren des durch ein Eisengitter abgeschlossenen Tabernakels stehen zwei Statuen. | BDA-Hist.: Q38173169 Status: § 2a Stand der BDA-Liste: 2025-06-30 Name: Bildstock Gerichtskreuz GstNr.: 2701/2 Wayside shrine Gerichtskreuz (Tulln)                                                                                |
| ja   | Datei hochladen | Wasserkapelle, Wasserkreuz HERIS-ID: 4257 Objekt-ID: 95                                                           | Wassergasse 1, bei Standort KG: Tulln                                 | Zum Schutz für ein bei einem Donauhochwasser angeschwemmtes und 1729 zur Verehrung aufgestelltes Kruzifix wurde die Wasserkapelle errichtet. | BDA-Hist.: Q2551060 Status: § 2a Stand der BDA-Liste: 2025-06-30 Name: Wasserkapelle, Wasserkreuz GstNr.: 50 Wasserkapelle |
| ja   | Datei hochladen | Figur hl. Johannes Nepomuk HERIS-ID: 4258 Objekt-ID: 96                                                           | Rudolf-Buchinger-Straße 1, in der Nähe Standort KG: Tulln             | Die Statue im Stadtpark von Tulln an der Donau wurde 1732 von Maria Magdalena Rausch 1732 gestiftet. | BDA-Hist.: Q38177790 Status: § 2a Stand der BDA-Liste: 2025-06-30 Name: Figur hl. Johannes Nepomuk GstNr.: 395 |

## Ehemalige Denkmäler
| Foto |                 | Denkmal                                               | Standort                                                        | Beschreibung | Metadaten |
| ---- | --------------- | ----------------------------------------------------- | --------------------------------------------------------------- | ------------ | --- |
| ja   | Datei hochladen | Kindergarten HERIS-ID: 63680 Objekt-ID: 76366bis 2020 | Am Florahof, Langenlebarn 3 Standort KG: Langenlebarn-Oberaigen |              | BDA-Hist.: Q38104042 Status: § 2a Stand der BDA-Liste: 2020-02-29 Name: Kindergarten GstNr.: 217/11 Kindergarten Langenlebarn |